# Ostertagia circumcincta
Ostertagia circumcincta är en rundmaskart som först beskrevs av R.J. Stadelmann 1894.  Ostertagia circumcincta ingår i släktet Ostertagia och familjen Trichostrongylidae. Inga underarter finns listade i Catalogue of Life.